# Forat d'Aigualluts
El Forat d'Aiguallut (Forau d'Aiguallut en aragonès) és un fenomen càrstic que es produeix al curs alt del riu Éssera, a uns 2.074 m d'altitud i a prop de l'Aneto, on aquest riu desapareix sota terra una mitjana de 155 dies a l'any. Les aigües tornen a aparèixer a 3,6 km de distància en línia recta, a uns 1658 m d'altitud, a la surgència anomenada Uelhs deth Joèu, a l'Artiga de Lin (Vall d'Aran), i desemboquen finalment al riu Garona, és a dir, a l'oceà Atlàntic i no a la mar Mediterrània com sí que fan les aigües no infiltrades de l'Éssera.

## Geologia
El riu Éssera, que neix al massís de la Maladeta, vessa les seves aigües a l'Ebre i, per tant, a la Mediterrània. A poca distància de les seves fonts, el Forat d'Aiguallut és un enfonsament càrstic d'uns 70 metres de diàmetre i 40 metres de fondària, que s'empassa en una caiguda espectacular les aigües del torrent dels Barrancs, procedents de les glaceres de l'Aneto i de la Maladeta. Els habitants de la zona havien sospitat des de sempre aquesta possibilitat, de la que ningú no en tenia proves. El 1594, l'enginyer italià Tiburzio Spanochi va escriure un memoràndum sobre la Vall d'Aran per al rei d'Espanya Felip II on ja apuntava aquesta creença, que considerava encertada. El 1787, el primer pirineista de la història, Louis Ramond de Carbonnières, va formular la hipòtesi que les aigües del forat podien ser una de les fonts del riu Joeu, tributari de la Garona, és a dir, que potser se n'anaven cap a l'Atlàntic, contràriament a les de l'Éssera, que són tan a prop.

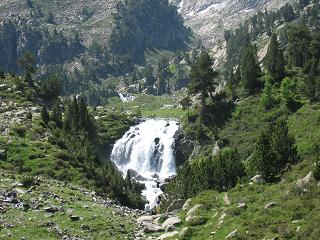
La cascada d'Aiguallut

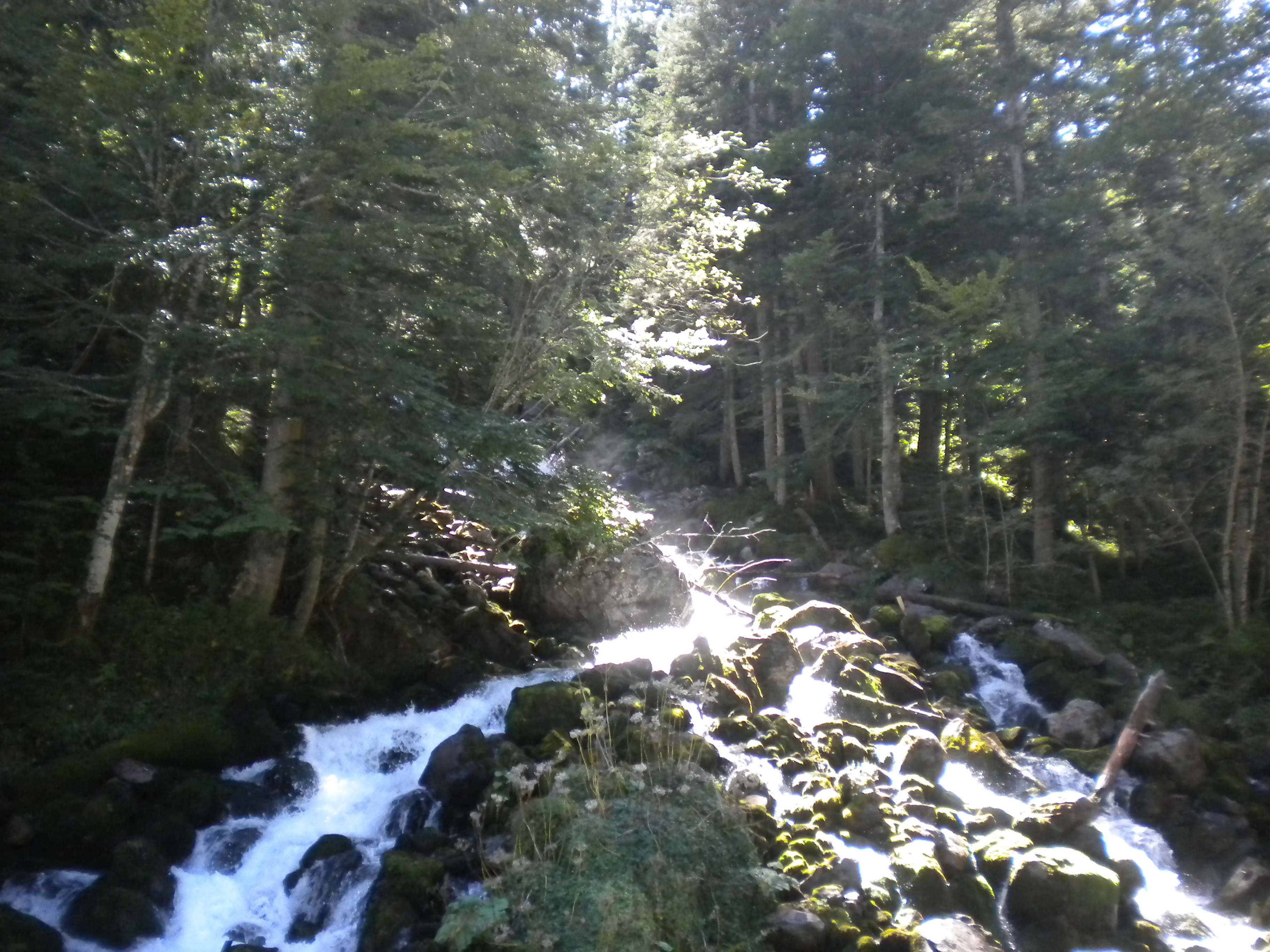
Els Uelhs deth Joèu, a la Vall d'Aran.

Aquesta tesi fou combatuda aferrissadament molts anys més tard per l'erudit Émile Belloc («llegenda admesa sense proves», deia), que es va dedicar ell mateix a fer experiments amb colorants entre 1897 i 1900, sense obtenir cap resultat. Però el 1931, l'espeleòleg Norbert Casteret va poder provar finalment que la hipòtesi de Ramond de Carbonnières era encertada tot abocant clandestinament, per tal de no ser detingut pels carrabiners espanyols, sis bidons de fluoresceïna dins el forat: unes hores més tard, després d'un recorregut subterrani de 3,6 km, les aigües tenyides amb el color característic brollaven a l'altre vessant de la carena, ja a la Vall d'Aran, pels Uelhs deth Joeu, a 1.658 m d'altitud, formant un torrent que alimenta la Garona. La hipòtesi ja quedava provada i, per tant, la Garona que neix al Pla de Beret quedava, de fet, suplantada per aquesta surgència, localitzada a una altitud superior.
Aquesta infiltració d'aigües del vessant sud cap al vessant nord es troba en altres indrets del Pirineu, com a l'alta Vall de Roncal i a les parts altes de la Vall de Barravés i del Pallars Sobirà, i suposa un fenomen de progressiva captura fluvial motivada per fenòmens càrstics.

## Confusió terminològica
A França, el forat o fossa és conegut amb el nom de Trou du Toro (atenció: "toro", com si fos en castellà, i no "taureau", en francès) per una confusió ben curiosa. Aquesta denominació prové d'una mutació abusiva per part dels guies de muntanya del segle xix. Més amunt, a la divisòria entre la vall de l'Éssera (Ribagorça) i l'Artiga de Lin (Vall d'Aran), hi ha el Còth deth Hòro (és a dir, "coll del forat" en occità aranès), que en francès sona com "de toro", amb molta més sonoritat i que resulta molt més atractiu per als turistes, i d'aquesta manera va acabar suplantant-se la denominació correcta per aquesta que ni correspon al lloc exacte, ni vol dir el que aparença (a més de produir un pleonasme, ja que "trou deth Hòro" seria literalment "forat del forat").
A mitjan segle xix també va córrer una altra interpretació encara més fantasiosa del nom, atès que "trou de toro" també semblava voler dir "forat de l'or", cosa que va generar una llegenda fantàstica sobre un suposat tresor amagat dins el forat. Aquesta creença va portar uns expedicionaris de Banhèras de Luishon a fer un intent de trobar el suposat tresor que gairebé acaba en tragèdia. La difusió de la notícia va estimular encara més la curiositat dels turistes francesos.